# Manuel Pedreño
Antonio Manuel Moñino Pedreño (Los Garres, 9 ottobre 2000) è un calciatore spagnolo, difensore dell'Olimpia Lubiana.

## Caratteristiche tecniche
Difensore duttile tatticamente, può essere impiegato come centrale o come terzino destro; abile nel controllo di palla, è bravo nel gioco aereo e nell'impostazione del gioco. Ha dichiarato di ispirarsi a Sergio Ramos.

## Carriera
Cresciuto nei settori giovanili di UCAM Murcia e Almería, dopo aver disputato due stagioni con la seconda squadra dei biancorossi, il 19 luglio 2021 passa all'Antequera. Dopo aver disputato la prima parte di stagione da titolare, il 13 gennaio 2022 si trasferisce al Real Murcia, con cui conquista la promozione in Primera Federación. Il 1º agosto 2023 passa al Tarazona, con cui disputa una stagione da titolare.
Il 18 luglio 2024 firma un biennale con opzione con l'Olimpia Lubiana; il 17 maggio 2025, dopo la vittoria ottenuta per 5-0 contro il Radomlje, conquista il campionato sloveno.

## Statistiche

### Presenze e reti nei club
Statistiche aggiornate al 16 luglio 2025.
| Stagione               | Squadra                | Campionato             | Campionato | Campionato | Coppe nazionali | Coppe nazionali | Coppe nazionali | Coppe continentali | Coppe continentali | Coppe continentali | Altre coppe | Altre coppe | Altre coppe | Totale | Totale |
| Stagione               | Squadra                | Comp                   | Pres       | Reti       | Comp            | Pres            | Reti            | Comp               | Pres               | Reti               | Comp        | Pres        | Reti        | Pres   | Reti   |
| ---------------------- | ---------------------- | ---------------------- | ---------- | ---------- | --------------- | --------------- | --------------- | ------------------ | ------------------ | ------------------ | ----------- | ----------- | ----------- | ------ | ------ |
| apr.-giu. 2019         | Almería B              | SDB                    | 2          | 0          | -               | -               | -               | -                  | -                  | -                  | -           | -           | -           | 2      | 0      |
| 2019-2020              | Almería B              | TD                     | 16         | 0          | -               | -               | -               | -                  | -                  | -                  | -           | -           | -           | 17     | 0      |
| 2020-2021              | Almería B              | TD                     | 17+2       | 0          | -               | -               | -               | -                  | -                  | -                  | -           | -           | -           | 19     | 0      |
| Totale Almería B       | Totale Almería B       | Totale Almería B       | 35+2       | 0          |                 | -               | -               |                    | -                  | -                  |             | -           | -           | 37     | 0      |
| 2021-2022              | Antequera              | SF                     | 16         | 1          | -               | -               | -               | -                  | -                  | -                  | -           | -           | -           | 16     | 1      |
| gen.-giu. 2022         | Real Murcia            | SF                     | 15+1       | 0          | -               | -               | -               | -                  | -                  | -                  | -           | -           | -           | 16     | 0      |
| 2022-2023              | Real Murcia            | PF                     | 9          | 0          | CR              | 0               | 0               | -                  | -                  | -                  | -           | -           | -           | 35     | 0      |
| Totale Real Murcia     | Totale Real Murcia     | Totale Real Murcia     | 24+1       | 0          |                 | 0               | 0               |                    | -                  | -                  |             | -           | -           | 25     | 0      |
| 2023-2024              | Tarazona               | PF                     | 34         | 0          | CR              | 1               | 0               | -                  | -                  | -                  | -           | -           | -           | 35     | 0      |
| 2024-2025              | Olimpia Lubiana        | 1.SNL                  | 18         | 1          | CS              | 4               | 0               | UCoL               | 5                  | 0                  | -           | -           | -           | 27     | 1      |
| 2025-2026              | Olimpia Lubiana        | 1.SNL                  | 0          | 0          | CS              | 0               | 0               | UCL+UCoL           | 1+0                | 0                  | -           | -           | -           | 1      | 0      |
| Totale Olimpia Lubiana | Totale Olimpia Lubiana | Totale Olimpia Lubiana | 18         | 1          |                 | 4               | 0               |                    | 6                  | 0                  |             | -           | -           | 28     | 1      |
| Totale carriera        | Totale carriera        | Totale carriera        | 127+3      | 2          |                 | 5               | 0               |                    | 6                  | 0                  |             | -           | -           | 141    | 2      |

## Palmarès

### Club

#### Competizioni nazionali
- Campionato sloveno: 1

Olimpia Lubiana: 2024-2025